# Järla IF
Järla IF är en idrottsförening i Järla. Föreningen bildades den 10 juni 1914 vid Saltsjö-Järla Station i Nacka. 1993 ombildades klubben till en alliansförening där varje sektion fungerar som en egen idrottsförening.

## Säsonger
I deras tidigare mest framgångsrika säsonger deltog Järla IF Fotbollsklubb i följande divisioner:
| \| Säsong \| Nivå \| Division \| Serie \| Placering \| Aktivetet \| \| ------ \| ---- \| ---------- \| --------------- \| --------- \| ---------- \| \| 1976 \| 4 \| Division 4 \| Stockholm Södra \| 1:a \| Uppflyttad \| \| 1977 \| 3 \| Division 3 \| Östra Svealand \| 7:a \| \| \| 1978 \| 3 \| Division 3 \| Östra Svealand \| 8:a \| \| \| 1979 \| 3 \| Division 3 \| Östra Svealand \| 2:a \| \| \| 1980 \| 3 \| Division 3 \| Östra Svealand \| 5:a \| \| \| 1981 \| 3 \| Division 3 \| Östra Svealand \| 1:a \| Kval \| \| 1982 \| 3 \| Division 3 \| Östra Svealand \| 1:a \| Kval \| \| 1983 \| 3 \| Division 3 \| Östra Svealand \| 3:a \| \| \| 1984 \| 3 \| Division 3 \| Östra Svealand \| 6:a \| \| \| 1985 \| 3 \| Division 3 \| Östra Svealand \| 12:a \| Nerflyttad \| \| 1986 \| 4 \| Division 4 \| Stockholm Södra \| 7:a \| \| |      |            |                 |           |            |
| Säsong | Nivå | Division   | Serie           | Placering | Aktivetet  |
| 1976 | 4    | Division 4 | Stockholm Södra | 1:a       | Uppflyttad |
| 1977 | 3    | Division 3 | Östra Svealand  | 7:a       |            |
| 1978 | 3    | Division 3 | Östra Svealand  | 8:a       |            |
| 1979 | 3    | Division 3 | Östra Svealand  | 2:a       |            |
| 1980 | 3    | Division 3 | Östra Svealand  | 5:a       |            |
| 1981 | 3    | Division 3 | Östra Svealand  | 1:a       | Kval       |
| 1982 | 3    | Division 3 | Östra Svealand  | 1:a       | Kval       |
| 1983 | 3    | Division 3 | Östra Svealand  | 3:a       |            |
| 1984 | 3    | Division 3 | Östra Svealand  | 6:a       |            |
| 1985 | 3    | Division 3 | Östra Svealand  | 12:a      | Nerflyttad |
| 1986 | 4    | Division 4 | Stockholm Södra | 7:a       |            |

Under senare år har Järla IF FK tävlat i följande divisioner:
| \| Säsong \| Nivå \| Division \| Serie \| Placering \| Aktivitet \| \| ------ \| ---- \| ---------- \| ------------------- \| --------- \| ---------- \| \| 2006* \| 7 \| Division 5 \| Stockholm Mellersta \| 3:e \| \| \| 2007 \| 7 \| Division 5 \| Stockholm Mellersta \| 7:e \| \| \| 2008 \| 7 \| Division 5 \| Stockholm Mellersta \| 1:a \| Uppflyttad \| \| 2009 \| 6 \| Division 4 \| Stockholm Mellersta \| 8:e \| \| \| 2010 \| 6 \| Division 4 \| Stockholm Mellersta \| 6:e \| \| \| 2011 \| 6 \| Division 4 \| Stockholm Mellersta \| \| \| * Under säsongen 2006 genomfördes en omstrukturering av ligasystemet och resulterade i att en ny division skapades vid 3:e divisionen. Senare divisioner flyttades en divison nedåt. |      |            |                     |           |            |
| Säsong | Nivå | Division   | Serie               | Placering | Aktivitet  |
| 2006* | 7    | Division 5 | Stockholm Mellersta | 3:e       |            |
| 2007 | 7    | Division 5 | Stockholm Mellersta | 7:e       |            |
| 2008 | 7    | Division 5 | Stockholm Mellersta | 1:a       | Uppflyttad |
| 2009 | 6    | Division 4 | Stockholm Mellersta | 8:e       |            |
| 2010 | 6    | Division 4 | Stockholm Mellersta | 6:e       |            |
| 2011 | 6    | Division 4 | Stockholm Mellersta |           |            |

## Sektioner
- Järla IF FK - Fotboll
- Järla IF OK - Orientering, skidor och skidorientering